# エス・サイエンス
株式会社エス・サイエンスはニッケル生産の老舗だが、不動産事業や学習塾も展開する企業。
売上高は2007年3月期をピークに2015年3月期まで8期連続で減少、2008年3月期以降2013年3月期まで6期連続で純損失を計上するなど経営状態が悪化していたが、2014年3月期は純利益を計上、2016年3月期には売上高も上昇に転じた。
2019年3月期の売上構成は、ニッケル事業62.6%、不動産事業29.7%、教育事業8.4%となっている。

## 沿革
- 1946年（昭和21年）
  - 4月 - 千葉県茂原市において協同産業株式会社を受け継ぎ、志村化工株式会社を設立。硫酸銅事業計画に着手。
  - 12月 - 東京都板橋区志村に移転。
- 1947年（昭和22年）4月 - 硫酸銅生産販売開始。
- 1949年（昭和24年）1月 - 硫酸ニッケル生産販売開始。
- 1950年（昭和25年）1月 - ニッケル地金生産販売開始。
- 1951年（昭和26年）12月 - 東京都板橋区長後町（現在の板橋区東坂下）に移転。
- 1953年（昭和28年）12月 - 東京証券取引所の市場第一部に上場。
- 1963年（昭和38年）1月 - 東京板橋区に志村工事（株）を設立（昭和50年4月社名を志村産業（株）に変更）
- 1982年（昭和57年）12月 - フェロニッケル操業終結。
- 1990年（平成2年）3月 - 事業目的に「貸金業」等5項目を追加。
- 1992年（平成4年）6月 - 宅地建物取引業の免許を取得。不動産事業開始。
- 1996年（平成8年）9月 - 特定建設業の許可を受け、営業活動開始。
- 1998年（平成10年）- 環境事業に進出。
- 2000年（平成12年）6月 - 定款を変更し、事業目的に「磁石・磁気素材の製造販売」等3項目を追加。
- 2001年（平成13年）6月 - 定款を変更し、事業目的に「金属粉末の製造販売」を追加。
- 2002年（平成14年）1月 - 静岡県御殿場市深沢に磁石・金属微粒子製造工場新設。
- 2003年（平成15年）
  - 6月 - 定款を変更し、事業目的に「学力養成及び進学指導に関する学習塾及び一般教養、趣味等に関する文化教室の経営並びに開設・運営に関するコンサルティング」等4項目を追加。
  - 10月 - 社名を株式会社エス・サイエンスに変更。本店所在地を東京都板橋区から千代田区に変更。
- 2004年（平成16年）9月 - 株式会社ウインの株式の過半数を取得。
- 2005年（平成17年）3月 - 株式会社修学社の株式の過半数を取得。
- 2006年（平成18年）3月 - 株式会社フェリックスを吸収合併。
- 2007年（平成19年）
  - 3月 - 教育事業部・関東本部を譲渡。
  - 9月 - 建設事業の廃止。
- 2011年（平成23年）4月 - 本店を東京都千代田区から東京都中央区銀座に移転。
- 2017年（平成29年）3月 - 環境事業から撤退。[2]
- 2019年（令和元年）12月 - フェリックスの学習塾をフランチャイズ化。
- 2020年（令和2年）4月 - エルアイイーエイチ 傘下の「なごみ設計」株を取得し、子会社化 [3] [4]
- 2021年（令和3年）11月20日 - スーパーマーケット事業を開始。「フレッシュスーパーエス」1号店を埼玉県春日部市にオープン
- 2022年（令和4年）5月 - 売上、収益目標を下回り、スーパーマーケット事業を休止[5]。
- 2025年（令和7年）3月 - エルアイイーエイチが保有していた株式がKAY LEO BROTHERS LIMITEDに譲渡され、エルアイイーエイチの持分法適用会社ではなくなる[6]。

## 事業展開

### 金属事業部
ニッケル、ペレットアノードを製造加工、販売。川口市に工場を保有。

### 教育事業部
- 進学塾WIN - 大阪府、奈良県で学習塾をフランチャイズ展開。

### 不動産事業部
不動産販売、賃貸。不動産売却益の有無で業績に影響する。

### スーパーマーケット関連事業
- フレッシュスーパーエス[9]（休止）

### リフォーム関連事業
- なごみ設計 - 横浜市で建設工事、内装工事を請け負う。北九州市にある同業同名の会社は無関係。